# Gare de Starobilsk
 (novembre 2024).
Si vous disposez d'ouvrages ou d'articles de référence ou si vous connaissez des sites web de qualité traitant du thème abordé ici, merci de compléter l'article en donnant les références utiles à sa vérifiabilité et en les liant à la section « Notes et références ».
La gare de Starobilsk est une gare du Réseau ferré de Donestk. 

## Situation ferroviaire
La gare de Starobilsk se trouve sur la ligne Louhansk-Lantratovka.

## Histoire
En 1934 est créée sur la ligne Kindrachivska-Nova — Hrakivka ; en avril 1929 lors de l’approbation de la voie Moscou-Donbass via Starobilsk lors de la conférence du parti avec le premier plan quinquennal.